# 9612 Belgorod
A 9612 Belgorod (ideiglenes jelöléssel 1992 RT7) a Naprendszer kisbolygóövében található aszteroida. Ljudmila Vasziljevna Zsuravljova fedezte fel 1992. szeptember 4-én.